# ウィリアム・カウパー

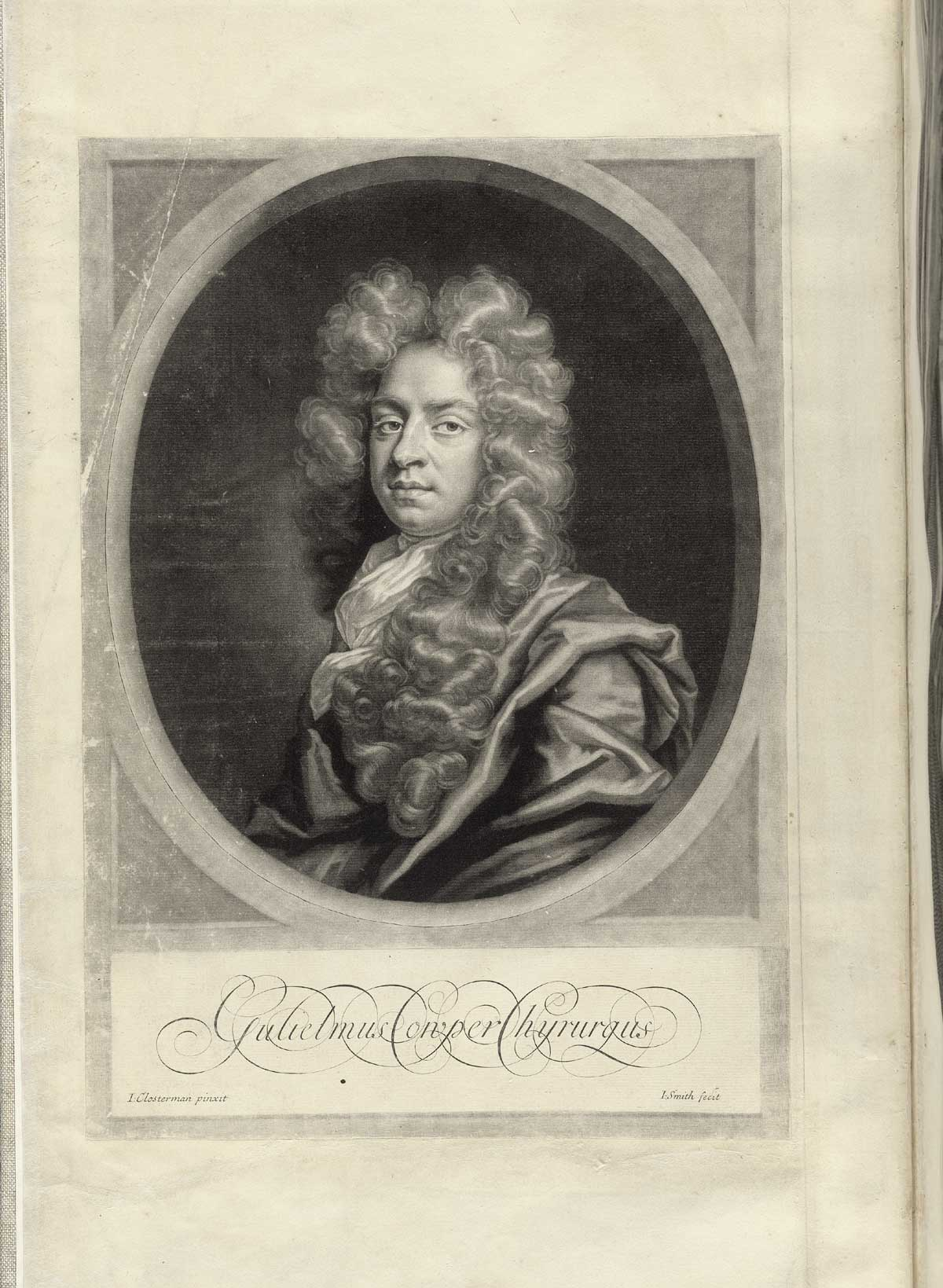
ウィリアム・カウパー（出典:米国国立医学図書館）

ウィリアム・カウパー（ウィリアム・クーパー、英: William Cowper、1666年 - 1709年3月8日）は、イギリスの外科医・解剖学者である。尿道球腺について初めて詳細な解剖図を描いた功績により、カウパー腺とカウパーの名前が付けられていることで知られる。苗字の発音にはカウパー /ˈkaʊ̯pɝ/、クーパー /ˈkuːpɝ/、クパー /ˈkʊpɝ/ の3種類がある。

## 生涯
1666年にイングランドのハンプシャー州ピーターズフィールドで生まれる。1682年3月にロンドンの外科医ウィリアム・ビッグノールの徒弟となる。1691年に外科医の免許を得て、ロンドンで開業する。1694年に有名な「Myotomia Reformata, or a New Administration of the Muscles」を発表。1699年王立協会のフェローに選ばれる。1698年に「The Anatomy of the Humane Bodies」を発表しベストセラーとなる。しかしながらオランダ人の解剖学者ホヴァルト・ビドロー作で、画家のヘラルト・デ・ライレッセが解剖図を描いた1685年出版の解剖書「Anatomia Humani Corporis」から解剖図など多くが流用されていた。ビドローやライレッセの著作者表記もなかったため、ビドローから批判を受けることとなり、名声と悪評の両方を得ることとなる。その後11年もの間に、外科学・病理学・生理学・解剖学にわたって研究を行い、いくつかの論文にまとめて発表を行う。1702年に尿道球腺について詳細に描かれた解剖書を発表。1709年3月8日に死去。

## ウィリアム・カウパーを主題とした作品
音楽
- グループ魂「ウィリアム・カウパー」[3]（2015年、アルバム『20名』収録。作詞：宮藤官九郎、作曲：三宅弘城）